# 성암고서박물관
성암고서박물관(誠庵古書博物館)은 서울특별시 중구에 위치한 박물관이다. 관장 조병순이 1974년 설립한 사립 특수도서관으로 고서 및 인쇄자료 수집, 전통문화를 계승, 발전시킬 목적으로 설립한 풍부하고 방대한 자료를 소장하고 있는 국내 유일의 고서박물관이다.

## 주요 소장품
좌리원종공신록

## 여담
성균관대학교와 긴밀히 협력하는 관계로 상호 교류나 공동 연구가 활발한 편이다.

## 같이 보기
- 대한민국의 박물관과 미술관 목록